# Kanton Verzy
Kanton Verzy (fr. Canton de Verzy) byl francouzský kanton v departementu Marne v regionu Champagne-Ardenne. Tvořilo ho 22 obcí. Zrušen byl po reformě kantonů 2014.

## Obce kantonu
- Baconnes
- Beaumont-sur-Vesle
- Chamery
- Champfleury
- Chigny-les-Roses
- Ludes
- Mailly-Champagne
- Montbré
- Les Petites-Loges
- Puisieulx
- Rilly-la-Montagne
- Sept-Saulx
- Sermiers
- Sillery
- Trépail
- Val-de-Vesle
- Verzenay
- Verzy
- Ville-en-Selve
- Villers-Allerand
- Villers-aux-Nœuds
- Villers-Marmery